# Seo Taiji
Jeong Hyeon-cheol (em coreano: hangul: 정현철; hanja: 鄭鉉哲; romaniz.: romanização revisada: Jeong Hyeoncheol; McCune-Reischauer: Chŏng Hyŏnch'ŏl; nascido em Seul, Coreia do Sul, em 21 de fevereiro de 1972), mais conhecido por seu nome artístico Seo Taiji (em coreano: hangul: 서태지; hanja: 徐太志; romaniz.: romanização revisada: Seo Taeji;
McCune-Reischauer: Sŏ T'aeji), é um cantor, compositor, músico e produtor musical sul-coreano. Após abandonar os estudos para seguir uma carreira musical, ele tornou-se um dos ícones culturais mais proeminentes e influentes na Coreia do Sul, tendo sido referido como "o Presidente da Cultura".
Após um breve período como integrante da banda de heavy metal Sinawe, Seo formou o grupo Seo Taiji and Boys em 1992, com quem encontrou sucesso imediato. O trio introduziu elementos de gêneros musicais populares nos Estados Unidos, contribuindo consideravelmente para o crescimento e desenvolvimento do pop coreano na década de 1990. Embora ele tenha inicialmente anunciado sua aposentadoria musical após a dissolução do grupo em 1996. Seo lançou seu primeiro álbum solo dois anos mais tarde dando continuidade a sua carreira bem sucedida, desta vez como solista.

## Biografia

### Início da carreira com o Sinawe
Seo Taiji começou sua carreira na música com a banda de heavy metal "Sinawe", quando tinha apenas 17 anos; na banda ele tocava baixo. Na mesma época, Seo Taiji abandonou a escola pois acreditava que o sistema de ensino coreano corrompia a mente dos jovens. Mesmo conseguindo um sucesso moderado, a banda acabou em 1991.

### 1992–1996: Seo Taiji and Boys
Pouco tempo depois, Seo Taiji formou junto com Lee Juno e Yang Hyun-suk o projeto Seo Taiji and Boys. O primeiro álbum de estúdio da banda fez um sucesso muito grande, fazendo com que todos prestassem atenção no projeto. Em toda sua existência, a banda conseguiu feitos incríveis, batendo todos os recordes de vendas;  por esse enorme sucesso uma de suas músicas tornou trilha sonora do filme infantil 3 Ninjas Contra-Atacam. Mesmo assim, ela chegou ao fim em 1996.

### 1998–presente: carreira solo
No ano de 1998, Seo Taiji voltou à cena coreana com o álbum Seo Taiji, mas só conseguiu realmente fazer sucesso com o álbum Ultramania de 2000. Até os dias atuais, Seo Taiji continua fazendo muito sucesso entre os jovens e seus álbuns sempre se encontram na lista dos mais vendidos.

## Discografia

### Álbuns (Solo)
- Seo taiji (1998)
- 울트라맨이야 (2000)
- 태지의 話 [Ao Vivo] (2000)
- 6th Album Re-Recording and ETPFEST Live (2003)
- Seo Taiji 7th Issue (2004)
- Seo Tai Ji Live Tour ZERO 04 (2004)
- Atomos (2009)
- Quiet Night (2014)

### Singlese outros
- Feel The Soul (lançamento japonês) (2001)
- [&] Seotaiji 15th Anniversary Album  (2007): remasterização de todas as canções dos álbuns de 'Seo Tai-ji & Boys', incluindo materiais de álbuns solo e remisturas.
- 8th Atomos Part Moai (2008)
- 8th Atomos Part Secret (2009)

### DVDs
- Seo Taiji Live Tour '2000-2001 The Taiji Speaks' DVD (2001)
- Seo Taiji Live Tour ZERO 04 DVD+Art book (2004)
- 2004 SEO TAIJI Record of the 7th (2005)
- The Shedding Bird: Seo Taiji Company DVD+Art book (2005)
- The GREAT 2008 Seotaiji Symphony with Tolga Kashif & Royal Phillharmonic DVD (2010)
- Seotaiji Live Tour: The Möbius (2011)
- DVD package called “ETP FESTIVAL 08 09 Seo Tai-ji,”(2013)

### Ao Vivo
- 태지의 話 [Ao Vivo] (2000)
- 6th Album Re-recording & ETPFEST Live (2003)
- Seo Taiji Live Tour ZERO 04 (2005)
- The Great Seotaiji Symphony (including the track 'FM Business') (2009)
- 2009 Seotaiji Band Live Tour [The Möbius] (2010)